# Corpus Inscriptionum Semiticarum

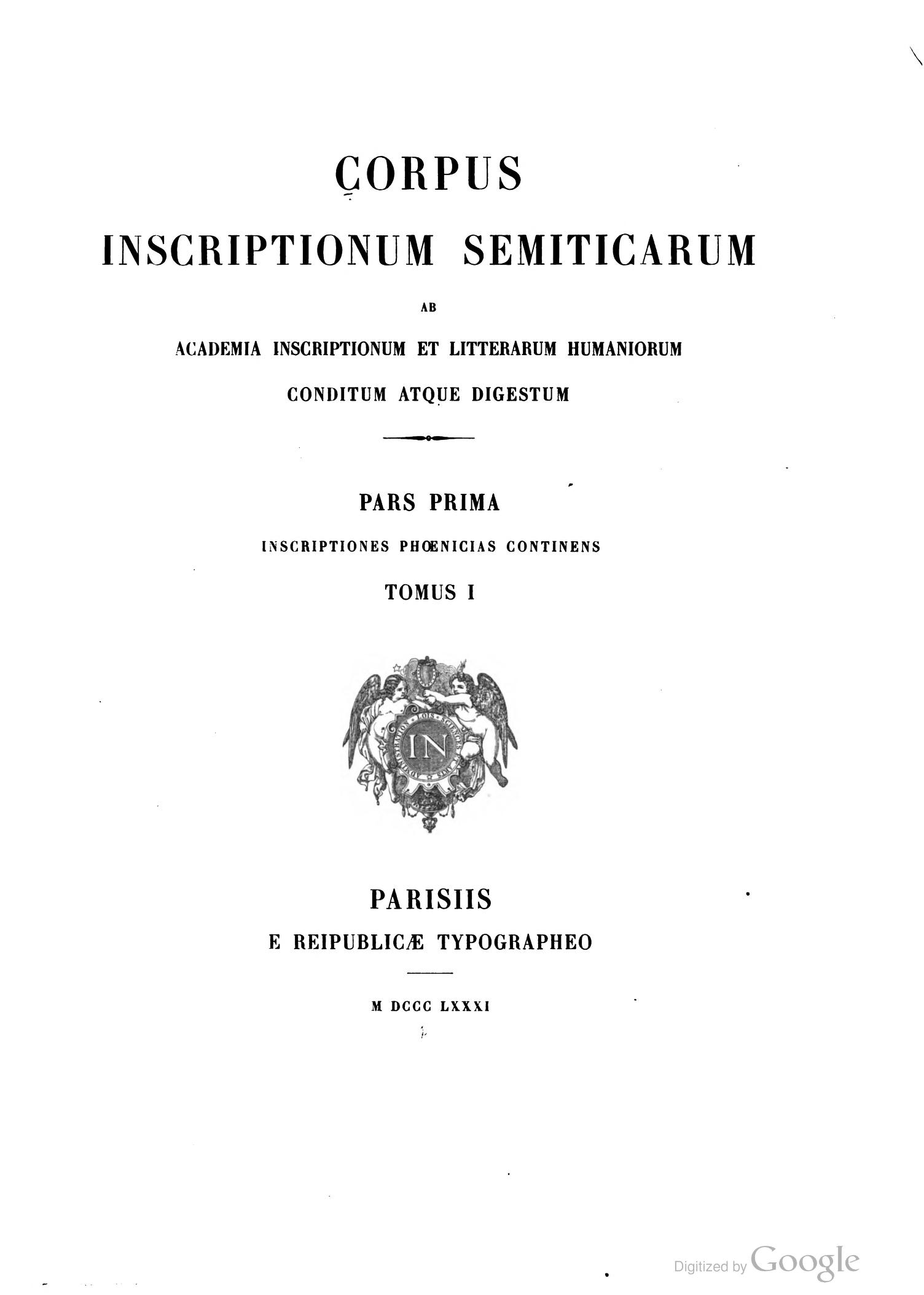
Обложка и издание

Corpus Inscriptionum Semiticarum (сокращенно CIS), Корпус семитских надписей — сборник древних надписей на семитских языках, созданных в конце II тысячелетия до н. э.. Был опубликован с 1881 по 1964 годы на латинском языке. В своей записке, найденной после смерти, Эрнест Ренан заявил: «Из всего, что я сделал, этот корпус нравится мне больше всего».
Первая часть была опубликована в 1881 году, через четырнадцать лет после начала проекта. Эрнест Ренан оправдывал долгую задержку в предисловии к книге, указывая на беды франко-прусской войны и трудности, возникшие при печати финикийских иероглифов, первая гравюра которых оказалась неверной в свете обнаруженных впоследствии надписей. Впоследствии был создан меньший сборник — Répertoire d'Épigraphie Sémitique (Repertory of Semitic Epigraphy, сокращенно RES) — для представления семитских надписей без задержек и в сжатом виде по мере того, как они становились известными. Она была опубликована уже на французском, а не на латинском языке. Répertoire был для Corpus Inscriptionum Semiticarum тем же, чем Ephemeris epigraphica latina был для Corpus Inscriptionum Latinarum .
Публикация серии продолжалась до 1962 года.

## История
Проект начался 17 апреля 1867 года, когда французская Академия надписей приняла предложение комиссии под руководством Эрнеста Ренана начать инициативу, аналогичную немецким корпусам древнелатинского (Corpus Inscriptionum Latinarum, сокращённо CIL) и древнегреческого (Corpus Inscriptionum Graecarum сокращенно CIG ) Было решено, что коллекция должна содержать все древние надписи, написанные «семитскими символами», за исключением семитских клинописных надписей.
Первоначальный план работы предусматривал выпуск десяти книг:
- I. Финикийская, пуническая и неопуническая ;
- II.Еврейский язык и самаритянский язык, факсимиле древнееврейских и самаритянских рукописей;
- III Арамейский язык ;
- IV. Пальмирский язык ;
- V. Сирийский язык ;
- VII. на мандаисском языке ;
- VIII. Ранняя арабская ;
- IX. Химяритский язык ;
- X. Амхарский язык

Затем программа была разделена на пять частей:
- Часть I. Финикийские, пунические и неопунические надписи;
- Часть II. Арамейские, пальмирские, набатейские надписи;
- Часть III. Еврейские надписи;
- Часть IV. Химяритские, сабейские надписи;
- Часть V. Сарацинские, лихийские, сафаитские и поэтомудские надписи.

## Тома
Часть I. Финикийские, пунические и неопунические надписи. В этой серии объединены финикийские надписи, найденные в самой Финикии, в Египте, в Греции, на Кипре, на Мальте, на Сицилии, на Сардинии, в Италии, в Галлии, в Испании, и особенно многое объединило североафриканских пунических надписей., в том числе из Карфагена. Эрнест Ренан продолжал редактировать эту серию до смерти в 1892
Часть II. Арамейские, пальмы и набатейские надписи. Под редакцией Эжена-Мельхиора де Вогуэ эта серия начала издаваться в 1889 году, охватывая территорию древних сирийских царств, а также все страны, куда арамейский язык проник под власть Персидской империи, от Анатолии до Индии, от Каспия до Верхнего Египта. .
Часть III. Еврейские надписи (эта серия не была опубликована). Однако ряд надписей на иврите систематически публиковался в Répertoire d'Épigraphie Sémitique.
Часть IV. Химяритские и себейские языки. Этот том впервые был опубликован в 1889 году под редакцией Джозефа Деренбура. Он охватывает Аравийский полуостров, особенно химияритские и сабейские надписи.
Часть V. Сарацинский, лихийский, сафаитский и поэтомудский языки. Эта серия была опубликована только в 1950 году Гонзагом Рикмансом

## Руководство
Список президентов Commission du Corpus Inscriptionum Semiticarum:
- Эрнест Ренан (ум. 1892)
- Хартвиг Деренбург (ум. 1908)
- Рене Дюссо (ум. 1958)
- Жан-Батист Шабо (ум. 1948)
- Андре Дюпон-Зоммер (ум. 1983)
- Андре Како (ум. 2004)

## Галерея

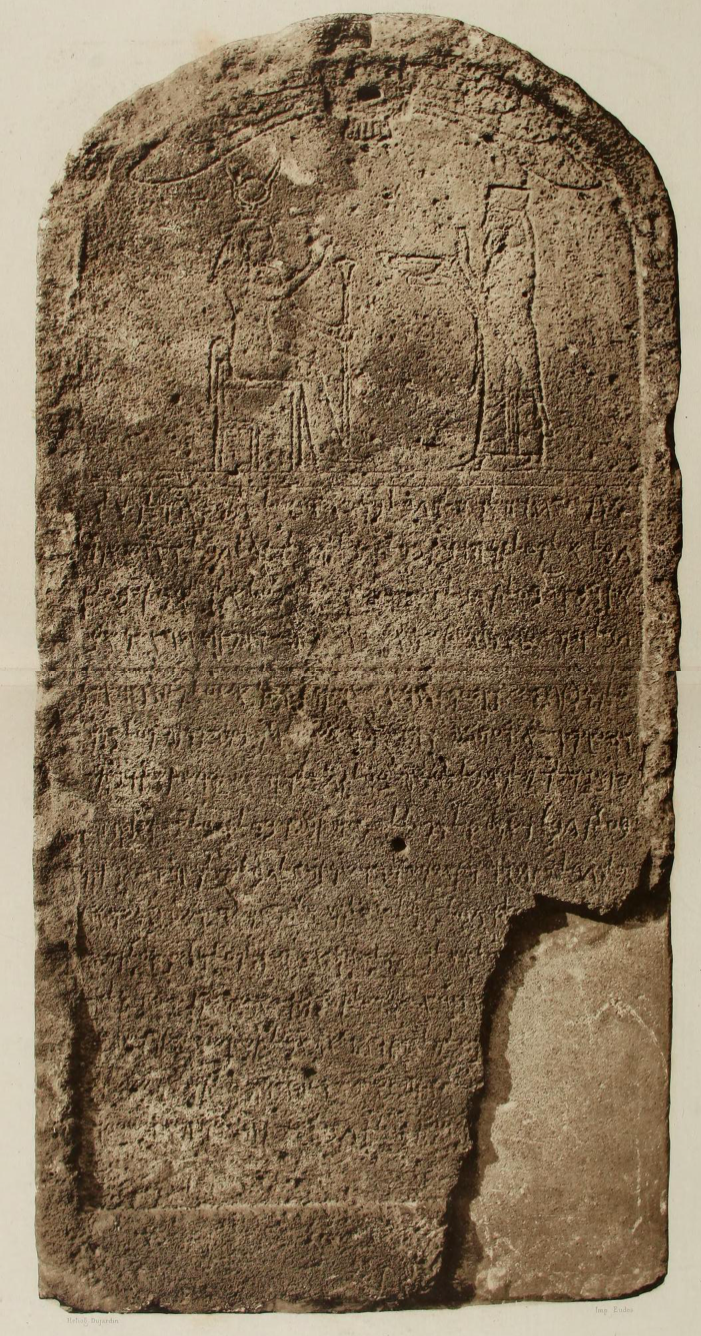
CIS I 1: Стелла из Библоса
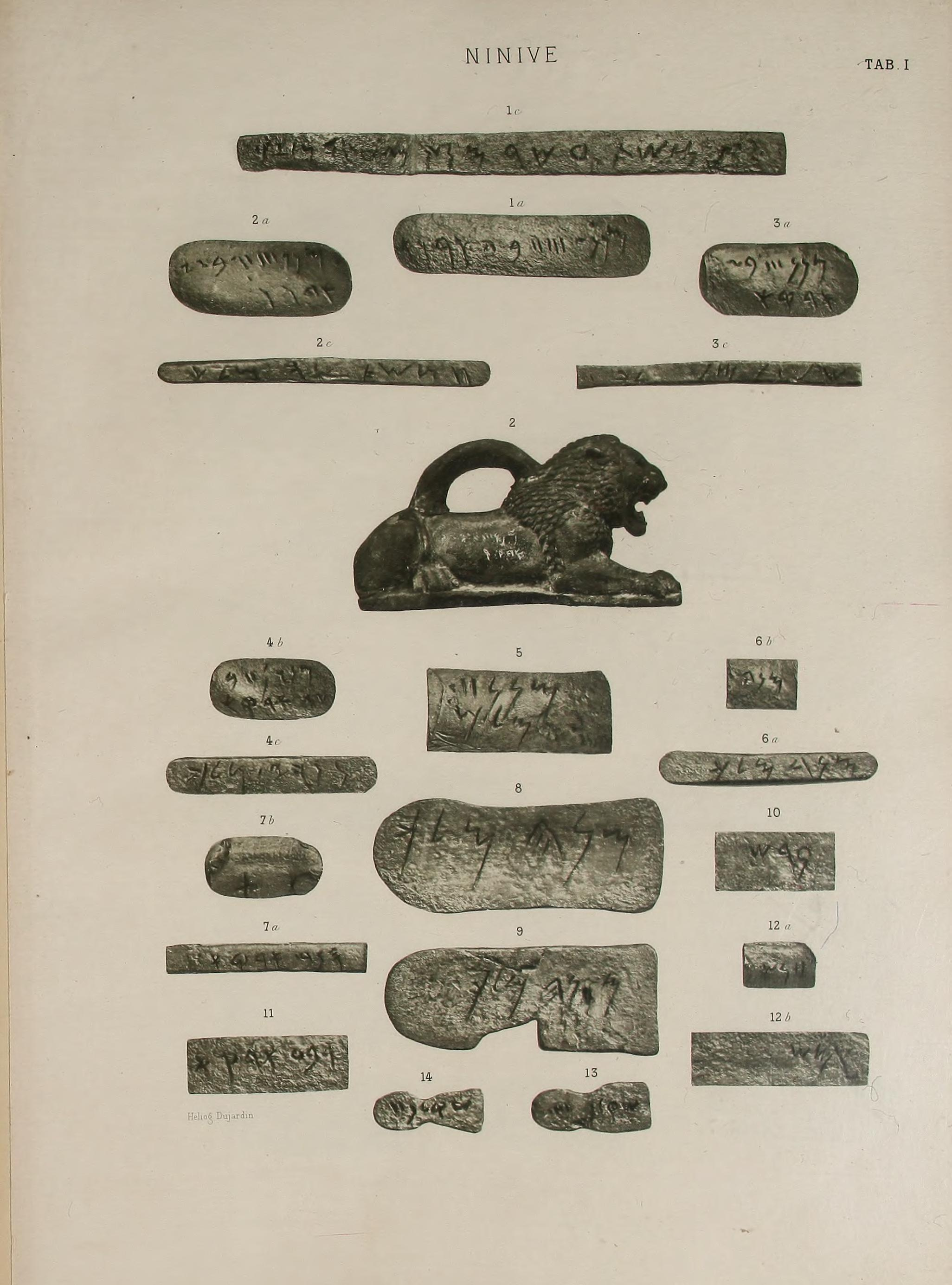
CIS II 1: Гири в виде ассирийских львов
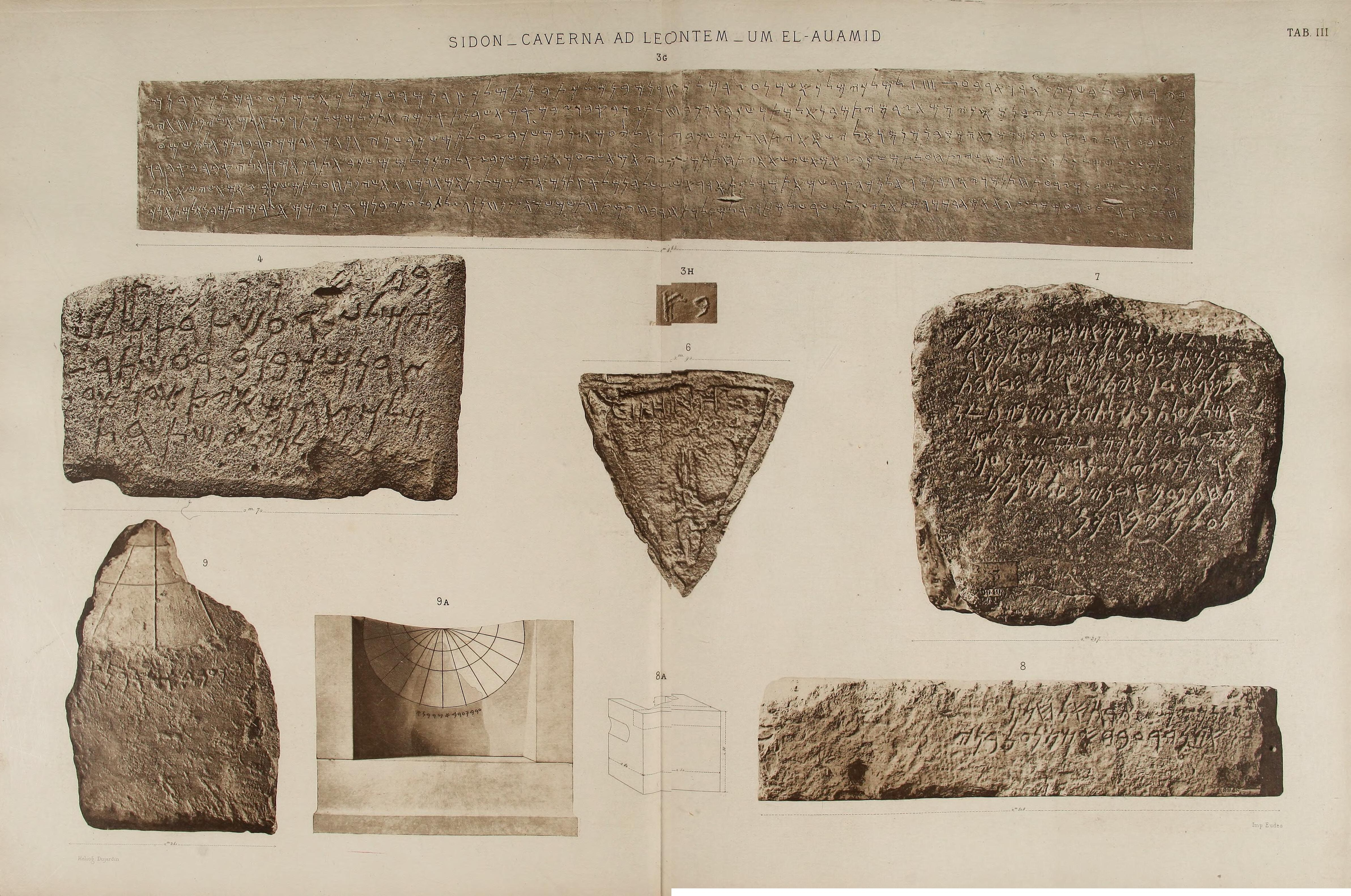
CIS I 3-4 и 6-9
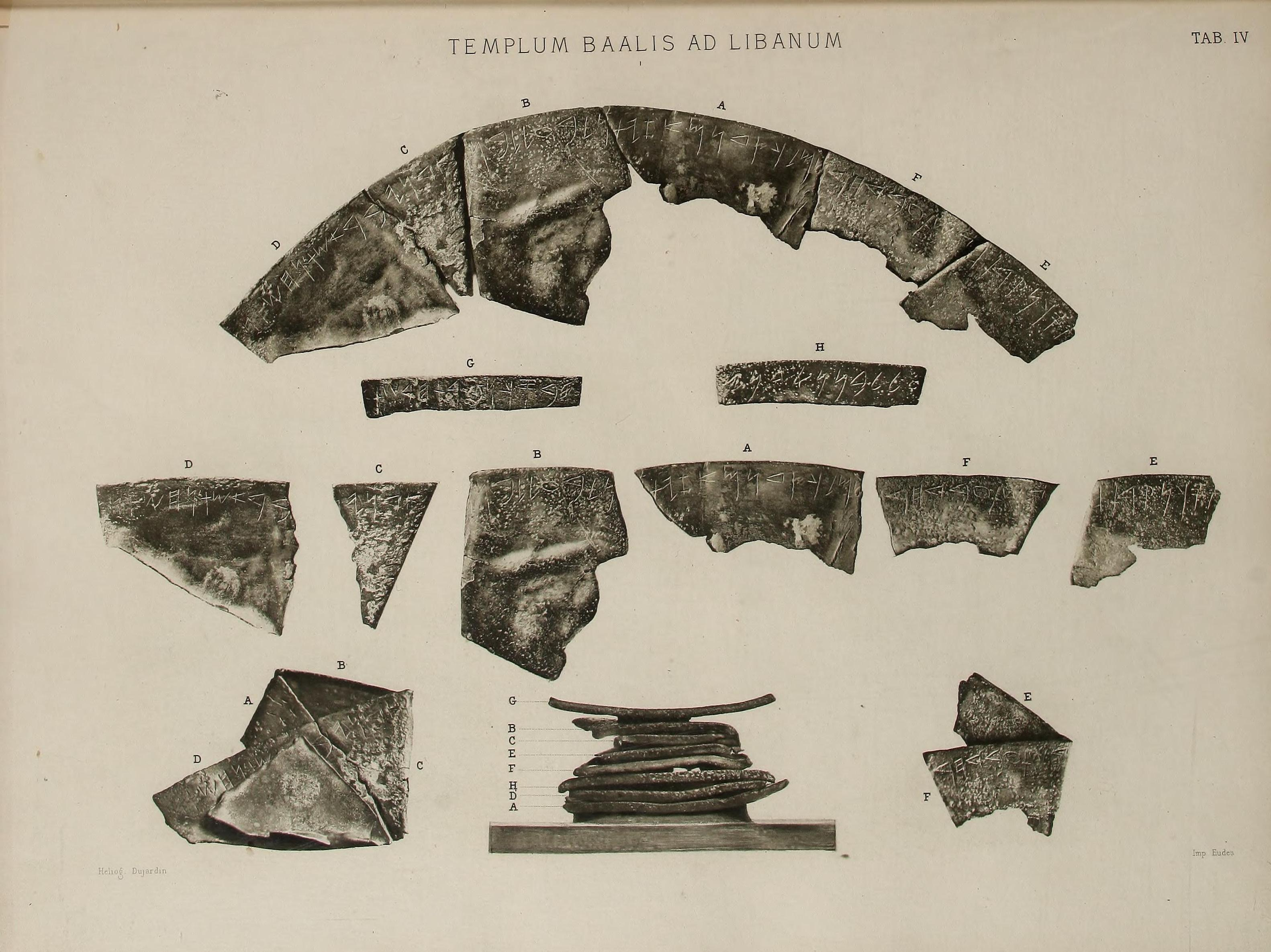
CIS I 5: надпись Baal Lebanon